# Afgán gímszarvas
Az afgán gímszarvas (Cervus elaphus bactrianus) az emlősök (Mammalia) osztályának párosujjú patások (Artiodactyla) rendjébe, ezen belül a szarvasfélék (Cervidae) családjába tartozó gímszarvas (Cervus elaphus) egyik közép-ázsiai alfaja. Olykor külön fajba sorolják a többi közép-ázsiai gímszarvassal együtt.

## Előfordulása
Az afgán gímszarvas Afganisztán, Kazahsztán, Tádzsikisztán, Türkmenisztán és Üzbegisztán területén élő veszélyeztetett alfaj. 1999-ben már csak 400 afgán gímszarvas létezett. Állománya Tádzsikisztán területén csökkent a legnagyobb mértékben a háborúk miatt. De azóta természetvédelmi egyesületek lépéseket tettek, hogy megmentsék az állatot. A WWF (Természetvédelmi Világalap) segít abban, hogy visszatelepítsék az állatot az egykori elterjedési területeire. Például manapság újból él afgán gímszarvas az üzbegisztáni zaravsáni rezervátumban. A védelem és szaporítási programok eredménye, az hogy 2006-ban már 1000 példány élt Közép-Ázsia területén.

## Megjelenése
Ez a szarvas általában szürkés-sárgás színű. Tükre szürkésfehér. Oldalain alig látható csík húzódik. Pofája, és felső és alsó ajka fehér körvonalú. Agancsa világos. Általában négy kis ág ül a főágon. A negyedik kis ág fejlettebb, mint a harmadik. A kifejlett bikáknak öt kis ága is lehet. A harmadik kis ágtól felfelé, a főág meghajlik; ez jellemző az összes közép-ázsiai gímszarvasra is.

## Életmódja
Az állat az olyan mocsaras erdőket kedveli, amelyeket sivatagok vesznek körül.

## Képek

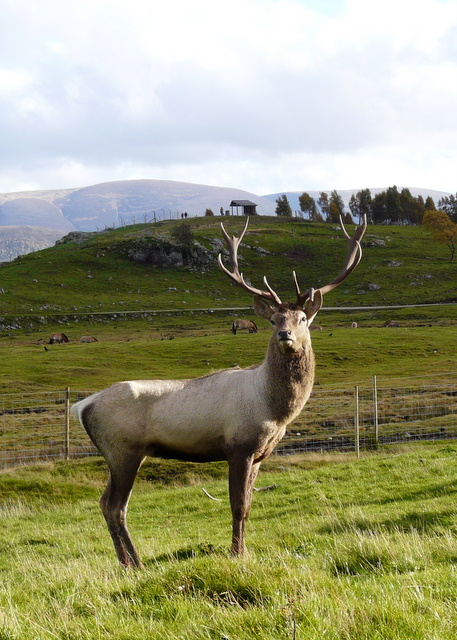
Bika egy vadasparkban
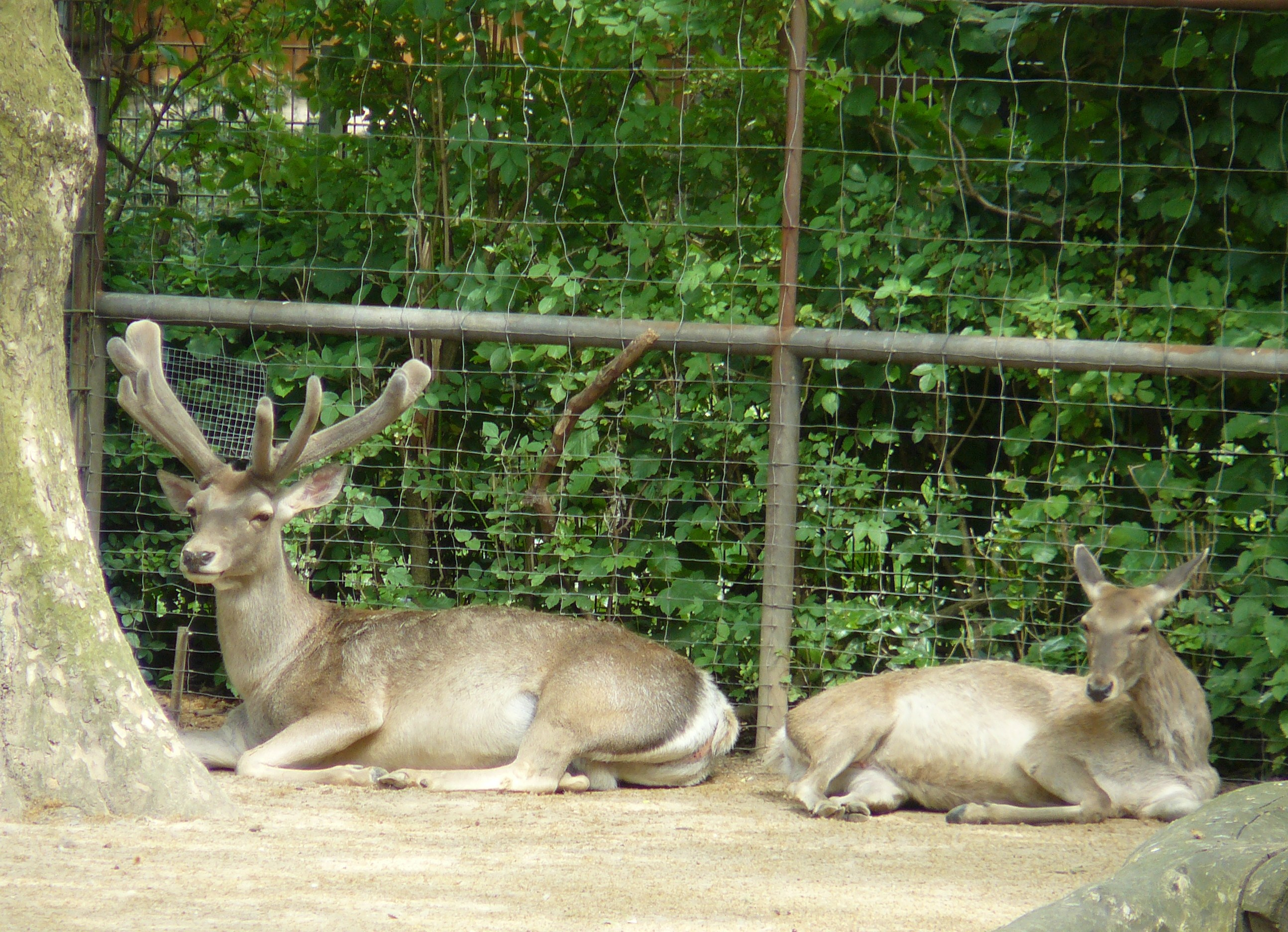
Egy afgán gímszarvas pár